# Saint-Benoist-sur-Vanne
Saint-Benoist-sur-Vanne – miejscowość i gmina we Francji, w regionie Grand Est, w departamencie Aube.
Według danych na rok 1990 gminę zamieszkiwało 198 osób, a gęstość zaludnienia wynosiła 12 osób/km².